# كريستين لوند
كريستين لوند (بالنرويجية: Kristin Lund)‏ (و. 1958  م) هي جندية نرويجية، ولدت في النرويج، وتحمل رتبة عسكرية لواء.

## التعليم
تعلمت في الكلية الحربية الأمريكية.